# Michał Krauss
Michał Krauss (ur. 30 września 1927 w Brodach, województwo tarnopolskie, zm. 18 kwietnia 2010 w Warszawie) – nestor polskiej chirurgii plastycznej.
Był synem prof. Stanisława Kraussa, w okresie jego urodzenia pełniącego obowiązki asystenta w Katedrze Mikrobiologii Akademii Medycyny Weterynaryjnej we Lwowie, a po wojnie m.in. dyrektora Państwowego Instytutu Weterynaryjnego w Puławach i organizatora nowoczesnej służby weterynaryjnej w Polsce. 
Michał Krauss ukończył medycynę na Akademii Lekarskiej we Wrocławiu, gdzie w 1950 został asystentem w klinice chirurgicznej.
W 1951 dr Stanisław Michałek-Grodzki (prekursor chirurgii plastycznej w Polsce) otworzył w Polanicy-Zdroju pierwszy w Polsce oddział tej specjalności, przeznaczony głównie dla chorych z wrodzonymi i nabytymi zniekształceniami m.in. z okresu wojny, w szpitalu św. Antoniego w Polanicy. Po śmierci dr. Michałka-Grodzkiego jego asystent Michał Krauss został 7 października 1951 ordynatorem oddziału, a od 1953 dyrektorem szpitala (od 1958 Wojewódzkiego Szpitala Chirurgii Plastycznej w Polanicy).
W 1954 Michał Krauss odbył roczne szkolenie w Pradze u prof. Františka Buriana, w 1964 obronił pracę doktorską pt. Uszkodzenie tkanek w następstwie naświetlania promieniami X jako problem chirurgiczny, w 1968 habilitował się na podstawie pracy Rekonstrukcja ubytków nosa płatem rurowatym z zastosowaniem metod własnych, po czym uzyskał tytuł docenta w Centrum Medycznym Kształcenia Podyplomowego (CMKP), a w 1983 tytuł profesora. Wiedzę uzupełniał też w klinikach Szwecji, Wielkiej Brytanii, USA, Niemiec i Francji. Od 1967 przez 27 lat był krajowym konsultantem do spraw chirurgii plastycznej. Pod jego kierownictwem, także dzięki stażom w kierowanych przez niego ośrodkach, wiedzę i kwalifikacje zdobyła większość polskich chirurgów plastyków, m.in. profesorowie Kazimierz Kobus i Józef Jethon.
Michał Krauss opracował plan rozwoju chirurgii plastycznej w Polsce, zakładając zorganizowanie Kliniki Chirurgii Plastycznej (z Centrum Medycznym Kształcenia Podyplomowego), którą w 1972 powołano na bazie Wojewódzkiego Szpitala Chirurgii Plastycznej w Polanicy jako pierwszą w Polsce, lecz już dwa lata później przeniesiono do Warszawy. Ordynatorem oddziału chirurgii plastycznej i dyrektorem szpitala w Polanicy został dotychczasowy zastępca Kazimierz Kobus. W 2005 szpital został przekształcony w Specjalistyczne Centrum Medyczne w nowym obiekcie przy al. Jana Pawła II. Oddział chirurgii plastycznej jest tam jednym z kilkunastu oddziałów. 
W Warszawie kierowany przez Michała Kraussa nowy zespół rozwijał działalność kliniczną, dydaktyczną i naukową, obok dotychczasowych specjalności m.in. także chirurgię ręki, leczenie oparzeń i mikrochirurgię. Krauss był współtwórcą i pierwszym prezesem Polskiego Towarzystwa Chirurgii Plastycznej i Rekonstrukcyjnej. W 1986 jako ekspert Światowej Organizacji Zdrowia (WHO) wykładał i operował w Korei Północnej.
W 2004, w uznaniu roli prof. Michała Kraussa w rozwoju chirurgii oraz przekształceniu skromnej placówki w szpital znany poza granicami kraju, na wniosek polanickich lekarzy Rada Miejska nadała mu tytuł Honorowego Obywatela Polanicy.